# Eduardo Biscayart
Eduardo Biscayart (Buenos Aires, 1 de noviembre de 1969) es un periodista deportivo argentino.

## Trayectoria
Biscayart actualmente desempeña labores como comentarista de fútbol para los canales televisivos Fox Sports en el área de norte de América (México, Centroamérica, Colombia, Venezuela y Caribe), en la UEFA Champions League. Desde 2017 trabaja además como comentarista (freelance) en Telemundo, donde ha cubierto la English Premier League, el Copa Mundial de Fútbol de 2018, la Copa América 2019, la Copa Mundial Femenina de Fútbol de 2019, y la Copa Mundial de Fútbol de 2022.

## Trayectoria en TV
Comenzó su trayectoria televisiva en Noticiero CNN en 1996, para luego continuarla entre abril de 1997 y diciembre de 1999 en ESPN. Posteriormente trabajó en PSN, entre 2000 y febrero de 2002. Luego fue reportero para la cadena Univisión en la Copa Mundial de Fútbol de 2002. Entre diciembre de 2002 y mayo de 2005 trabajó en como comentarista en GolTV, regresando entre 2009-2012 y 2017-2018. Allí cubrió diversas ligas nacionales, entre ellas la Serie A, la Liga de España y otros torneos nacionales.
Vuelve a ESPN entre junio de 2005 y julio de 2009. Allí fue panelista del programa "Fuera de Juego", además de trabajar como comentarista de fútbol, atletismo y ciclismo. En agosto de 2009 comienza a trabajar en Fox Sports. Entre octubre de 2012 y agosto de 2017 trabajó como comentarista freelance en beIN Sports. En 2017 comenzó a trabajar además como comentarista (freelance) en Telemundo.
También ha trabajado en medios de comunicación relacionados con el atletismo, iniciándose en la revista "Atletismo Argentino" en 1990, como fotógrafo, redactor y estadístico. En esa área del atletismo ha colaborado en diversos medios y publicaciones, incluyendo el sitio de internet de la IAAF, con el cual colabora con artículos sobre el área de Sudamérica. También fue miembro de la Comisión de Prensa de la IAAF. Además ha trabajado como reportero gráfico en la Editorial Atlántida de Buenos Aires entre 1992 y 1995. Es miembro de la ATFS, "Association of Track and Field Statisticians".
Entre marzo de 2010 y 2012 fue presentador del programa radial La Doce, espacio de opinión y análisis de fútbol colombiano e internacional en RCN, acompañando a Oscar Restrepo.
Fue Attaché de Prensa del Comité Olímpico de El Salvador durante los Juegos Olímpicos de Londres 2012.